# Light Yagami
Light Yagami (夜神 月 Yagami Raito?), de asemenea, cunoscut sub pseudonimul Kira (キラ?), este principalul protagonistul și anti-erou al seriei anime și manga Death Note creată de Tsugumi Ohba. Un tânăr foarte inteligent, dar plictisit și îngrețoșat de natura oamenilor, care găsește din pură șansă caietul lăsat de Ryuk să cadă în lumea oamenilor, cu care descoperă că poate omorî orice om al cărui nume îl scrie în acesta. Este cunoscut de asemenea de fanii care preferă pronunția literală a numelui său ca Raito. În versiunea japoneză a anime-ului este dublat de seiyū Mamoru Miyano și în versiunea engleză de Brad pit.

## Descriere generală
Light Yagami este un tînăr extrem de inteligent care urăște crima și corupția din lume. Viața i se schimbă drastic atunci cînd descoperă un carnet misterios pe jos, cunoscut ca ,,Death Note" - Carnetul Morții. Instrucțiunile din acesta spun că numele omului scris în carnet va muri. Light este inițial sceptic de realitatea înscrisului, crezînd că este doar o glumă. Însă, după ce experimentează cu el și ucide doi infractori, este forțat să recunoască faptul că acel carnet are puterile prevăzute în el. După întîlnirea cu fostul deținător al său, un shinigami numit Ryuk, Light plănuește să devină ,,Dumnezeul unei lumi noi" prin executarea criminalilor.
Odată aflat în posesia carnetului, decide să curețe lumea de sufletele impure și care ar duce la auto-distrugerea ei, sau cel puțin păstrarea stării actuale de putrefacție. Astfel, atrage atenția lui L, un detectiv renumit, și încearcă să profite de asta, apropiindu-se de el și pretinzînd că va ajuta cu investigația, în ciuda bănuielilor deja conturate de L în privința lui.
Faptul că este un geniu îl face să fie absorbit de ideea că doar el merita puterea de a judeca oamenii și indirect umanitatea și de a direcționa cursul moral al acesteia. Light este considerat oarecum nemilos și sociopat de cei conștienți de ceea ce face, deoarece poate ucide fără resentimente sau face lucruri care par diabolice pentru majoritatea, însă el este de părere că face bine și aduce justiția în lume. De asemenea, el are și suporteri, care se dezvăluie prin primele episoade, iar apoi spre sfîrșit, că sînt oameni normali, fericiți că cineva stîrpește răul din lume. După confruntările cu L, el va învăța să strunească această popularitate în favoarea lui, folosind mentalitatea de turmă a supușilor săi necunoscuți.

### Concepții regizoriale
Tsugumi Ohba, creatorul evenimentelor din Death Note, a menționat că numele de familie ,,Yagami" a personajului i s-a sugerat de către editor. Ohba a spus că nu s-a simțit prea preocupat de sensul numelui (acesta însemnînd, scris în kanji, ,,noapte" și ,,zeu"); de asemenea, a spus că după ce a creat scena de final în manga, i-a ,,plăcut" că această dădea o semnificație mai profundă numelui.
Takeshi Obata, creatorul grafic al seriei, a declarat că nu a avut probleme să-l schițeze pe Light așa cum i s-a prezentat, ,,un elev de nota 10 care-i cam dus", fiind ,,clar și detaliat". Pe parcurs ce serializarea săptămînală continua, Obata a simplificat design-ul scoțînd în mod inconștient linii ,,nenecesare" și a simțit că începea să-l deseneze pe Light ,,mai bine". Atunci cînd capitolul 15 a apărut, și editorul l-a informat că Light își pierde amintirile, Obata a simțit că trebuie să ,,uite ceea ce a învățat" și să-l deseneze pe Light asemănător cu apariția lui din capitolul 1. Obata a precizat că a pus ,,mult efort" în crearea vestimitației lui Light. Conform acestuia, a întîlnit probleme imaginînd îmbrăcămintea unei ,,persoane extraordinare", așa că s-a inspirat din reviste de modă. Obata l-a închipuit pe Light ca o persoană ,,inteligentă și formală" care poartă tricouri normale. Majoritatea hainelor lui Light din Death Note sînt ,,pe măsură", iar Obata evitînd totuși jeansi.
Pentru crearea coperților colorate, Obata a ales culori pentru a impune o atmosferă corespunzătoare. Obata a desemnat o jachetă cleasă sau ,,lipsită de culoare" lui Light.
Venind vorba de caracter, Ohba l-a descris pe Light ca pe o persoană a cărui viață a fost ,,ruinată" odată cu descoperirea carnetului, și că Light a devenit victima acestuia ,,în multe feluri". Intențiile lui au fost descrise ca nobile, însă natura ca ,,foarte ascunsă"..

### Date biografice
Light, născut pe 28 februarie 1990, este student în anul trei la liceu (în termeni occidentali, este echivalentul a clasei a 12-a) la Academia Particulară Daikoku (大国学園 Daikoku Gakuen?)  și mai pariticipă la ore suplimentare a Academiei Pregătitoare Gamou la începutul poveștii. Familia lui cuprinde tatăl, Soichiro Yagami, de asemenea membru al echipei de investigații ce i se opune lui Kira, mama sa, Sachiko Yagami, și o soră mai mică, Sayu Yagami.
În primăvara anului 2004, Light devine student de anul 1 (boboc) la  Universitatea To-Oh (東応大学 Tōō Daigaku?), ajungînd în primii doi reprezentanți boboci, alături de L. În timpul unui meci de tenis cu L, spectatorii dezvăluie că Light a fost campion de juniori la tenis în 1999 și 2000; după victoria sa din 2000, Light a renunțat la tenis pentru a intra la liceu.

## Evoluția personajului
De-a lungul seriei, personajul lui Light evoluează de la un tînăr inteligent și manierat, la un manipulator și ucigaș cu sînge rece, totuși idealist și realist. Aceasta se realizează în principal aparent datorită deținerii Death Note-ului și modului în care se comportă atunci cînd se consideră singurul îndreptățit de a-l folosi pentru a curăța lumea de criminali.

### Transformarea în Kira
Înainte să intre în posesia carnetului cu care putea ucide orice persoană, Light era aparent un tînăr obișnuit, cu o stare de spirit melancolică datorită tuturor evenimentelor nefaste pe care le vedea în jurul său, de la crimele zilnice la televizor, pînă la golani și bătăuși în clasa lui care cereau ,,taxe de protecție" colegilor săi. Inteligența sa este dovedită ulterior de notele pe care i le arată mamei sale, din care reiese că este primul din nou. De asemenea, este capabil să traducă o frază la o oră de engleză, deși aparent este neatent și cu gîndul în altă parte, dovedind capacitate superioară de analiză.
Puține lucruri sînt prezentate în anime despre starea mentală a personajului în timpul dinainte apariției carnetului în viața sa, și mai degrabă transformarea sa datorită acestuia. Astfel, atunci cînd îl găsește, nu îl ia în serios, însă curiozitatea îl împinge să încerce primul test. Înainte de asta  contemplează dacă s-ar transforma într-un ucigaș, logica preluînd însă repede controlul, nefiind convins de puterile carnetului. Chiar după ce observă o miraculoasă coincidență, așa cum o consideră, între scrierea numelui unei persoane ce luase cîțiva ostatici, și moartea lui în timpul descris de carnet, aparent chiar de un infarct, trece prin stadiul negării și nu este încă convins de acest lucru. Mai mult, personalitatea i se întărește și începe să vadă posibile ,,victime" în mai multe locuri, observînd cîți oameni ar merita să moară. Acest gînd îi întărește convingerea că sînt multe persoane care ar merita să moară și, de-a lungul timpului, îl duce la ideea că el este singurul care o poate face.
După reflecții în următoarea zi, decide să nu ucidă pe cineva pe care ar cunoaște, deoarece nu vrea să riște legarea sa în vreun fel de victime. Ocazia se ivește, cu un șef de gașcă de motocicliști care încearcă să violeze o femeie. Mascînd carnetul cu o revistă, scrie numele acestuia, pe care el i-l spusese fetei, și pune la cauza morții accident. În cîteva clipe, fata reușește să scape de ei, bărbatul ia motocicleta pentru a o urmări și este imediat lovit de un camion. Astfel, Light nu mai are nici o urmă de îndoială de viabilitatea carnetului, și printr-o autocontemplare dramatică, decide că este singurul care poate curăța lumea de oamenii răi, considerînd că aceste acțiuni realizate merită chiar și pierderea propriului suflet.
Se dezvăluie ulterior în serie că în timp de 5 zile, a umplut suficiente pagini din carnet și, cum spune Ryuk, nu consideră că predecesorii săi în posesia unui carnet au scris așa de multe ca el. În acele momente, Light își arată disponibilitatea pentru a fi pedepsit pentru crimele sale, însă odată ce i se spune că nu vor avea loc consecințe directe, decide să-și continue și să mărească acțiunile, cu scopul final de-a deveni zeul unei lumi noi.

### Atingerea scopurilor
Pentru a-și atinge scopurile, decide să acționeze astfel încît să atragă atenția întregii lumi, lăsînd la fiecare cauza morții modul nedefinit, astfel atacuri de cord, la fiecare criminal pe care îl ,,execută", și pune un mod specific de moarte doar în cazurile în care nu dorește să fie legat de crime, astfel limitînd aria de informații accesibile anchetatorilor. De asemenea, are un mare avantaj, anume că propriul tată face parte din viitoarea investigație împotriva lui începută de L, fapt dovedit foarte valoros după ce L descoperă țara și zona în care se află ucigașul necunoscut. Deși ,,încolțit" de la început, Light vede o formă de a dovedi că el este justiția, fiind purtat de val și de faptul că reacția oamenilor la crimele sale era cea pe care o aștepta și că majoritatea, fie că public își manifestau adulația față de acțiunile sale sau nu, în secret și în mediul informatic, susțineau acestea. Din aceste momente, ajunge să fie cunoscut drept Kira (ucigaș) pentru presă și Kami (zeu) pentru suporterii săi.

## Relația cu familia
Părinții lui îl iubesc și îl apreciază pe Light pentru rezultatele de la scoală și pentru felul responsabil și ordonat al băiatului.
De asemenea Light își iubește mult familia, dar pe aceasta nu se prea pune accent în serial.